# Kamenný most v Horní Polici
Historický kamenný most se klene přes řeku Ploučnici v centru obce Horní Police v okrese Česká Lípa a tvoří tak spojnici mezi místním zámkem a poutním areálem kostela Navštívení Panny Marie. Most byl 25. července 1991 prohlášen kulturní památkou Ministerstvem kultury České republiky.

## Popis stavby
Kamenný most stojí pod soutokem Valdeckého potoka s Ploučnicí, v jednom z míst, která jsou v povodňovém plánu obce označena jako kritická. Stavba je specifická už svým zalomeným tvarem. Starší inundační část v zátopové oblasti na levém břehu směřuje k ose toku Ploučnice poněkud šikměji, zatímco hlavní část mostu překonává koryto řeky pod kolmějším úhlem. Obě části kamenného mostu, starší, barokní, i novější z první poloviny 19. století, mají po dvou obloucích. Mírně segmentové oblouky v mladší části mostu mají světlost 18,9 m. Obě části mostu jsou zcela propojené a jsou zakončeny kamennou parapetní zídkou.
Uprostřed hlavní části mostu v prostoru mezi oběma oblouky je vztyčen velký železný kříž s pozlacenou sochou Ježíše Krista. Po rekonstrukci a výstavbě nového silničního mostu na přelomu 80. a 90. let 20. století je most upraven jako klidová a odpočinková zóna pro pěší návštěvníky.

## Historie
Kamenný most v Horní Polici je jednim z mála dochovaných historických mostů přes řeku Ploučnici. 

Most ve znaku obce

Původně byla konstrukce hlavní části mostu dřevěná, avšak byla zbudována nízko nad hladinou řeky a při každém jejím zvýšení se most ocitl pod vodou. V roce 1843 (podle jiného zdroje v roce 1840) byl proto vybudován nový kamenný most se dvěma oblouky. Od poloviny 20. století byl most stále více poškozován těžkou nákladní dopravou v rámci Severočeského kraje - mj. po této silnici mezi Českou Lípou a Děčínem vedla hlavní trasa přepravy severočeského uhlí. Havarijní stav mostu byl dovršen událostí, k níž došlo v průběhu srpnové okupace Československa vojsky Varšavské smlouvy v roce 1968. Při přesunech cizích armád tehdy z mostu spadl jeden sovětský tank a pobořil přitom část mostní klenby. Mostu neprospěla ani nesprávná údržba, při níž byla neustále zvyšována vrstva asfaltu na vozovce a tím byly ucpány otvory pro odtok dešťové vody.
Neustále sílil tlak na zbourání starého, pro dopravu již nepoužitelného mostu. V roce 1990 byly uprostřed obce vedle sebe dokonce tři mosty - nově budovaný silniční most, provizorní ženijní a historický kamenný most. Občané Horní Police se však postavili proti snahám o zbourání starého mostu a ten byl po složitém jednání nakonec v roce 1991 prohlášen kulturní památkou. Tyto události, spojené s nejnovější historií starého mostu, se promítly do skutečnosti, že se most i s křížem nakonec objevil ve znaku Horní Police, uděleném po sametové revoluci podle nového zákona o obcích.

## Okolí mostu

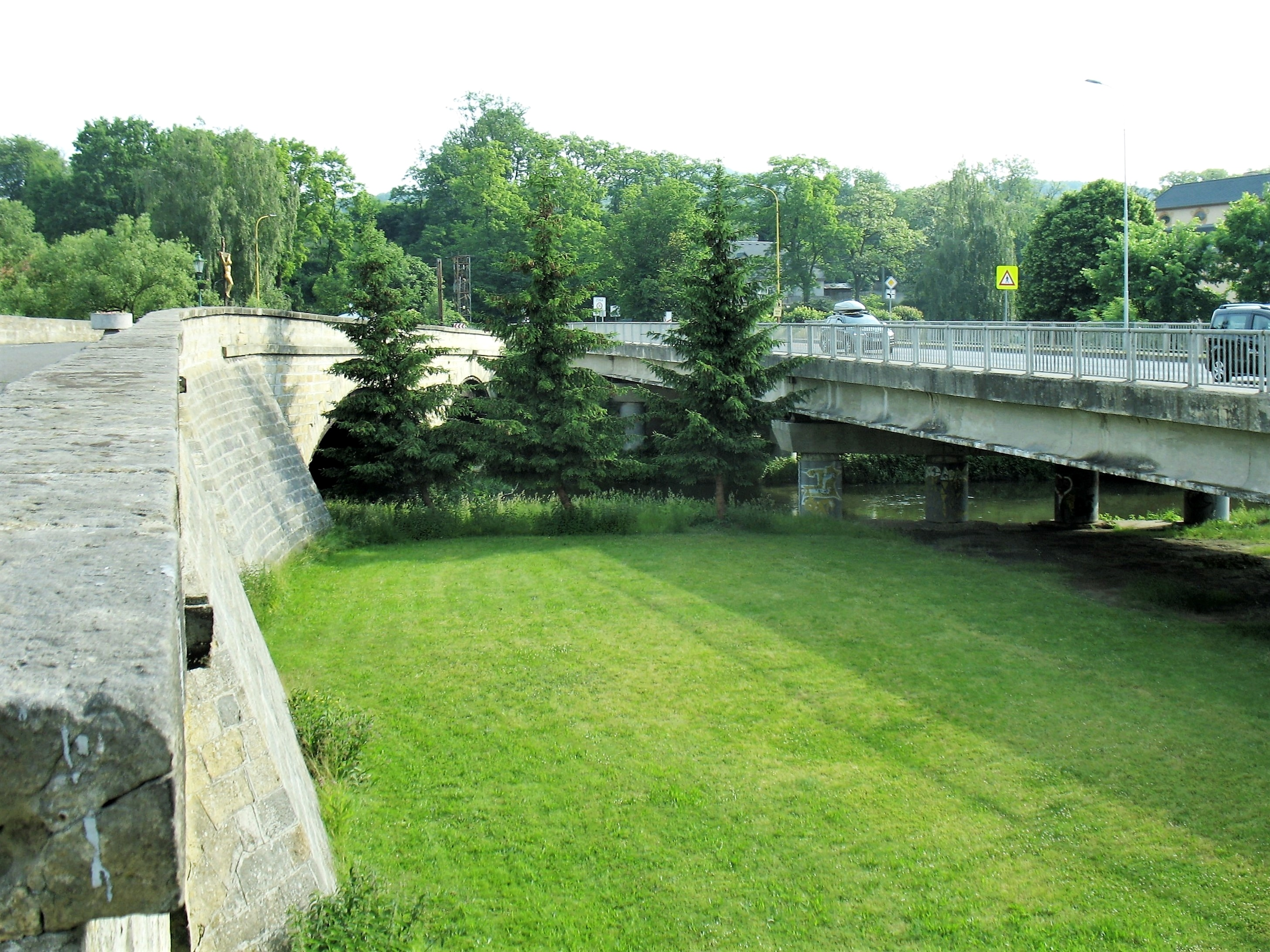
Mosty v Horní Polici

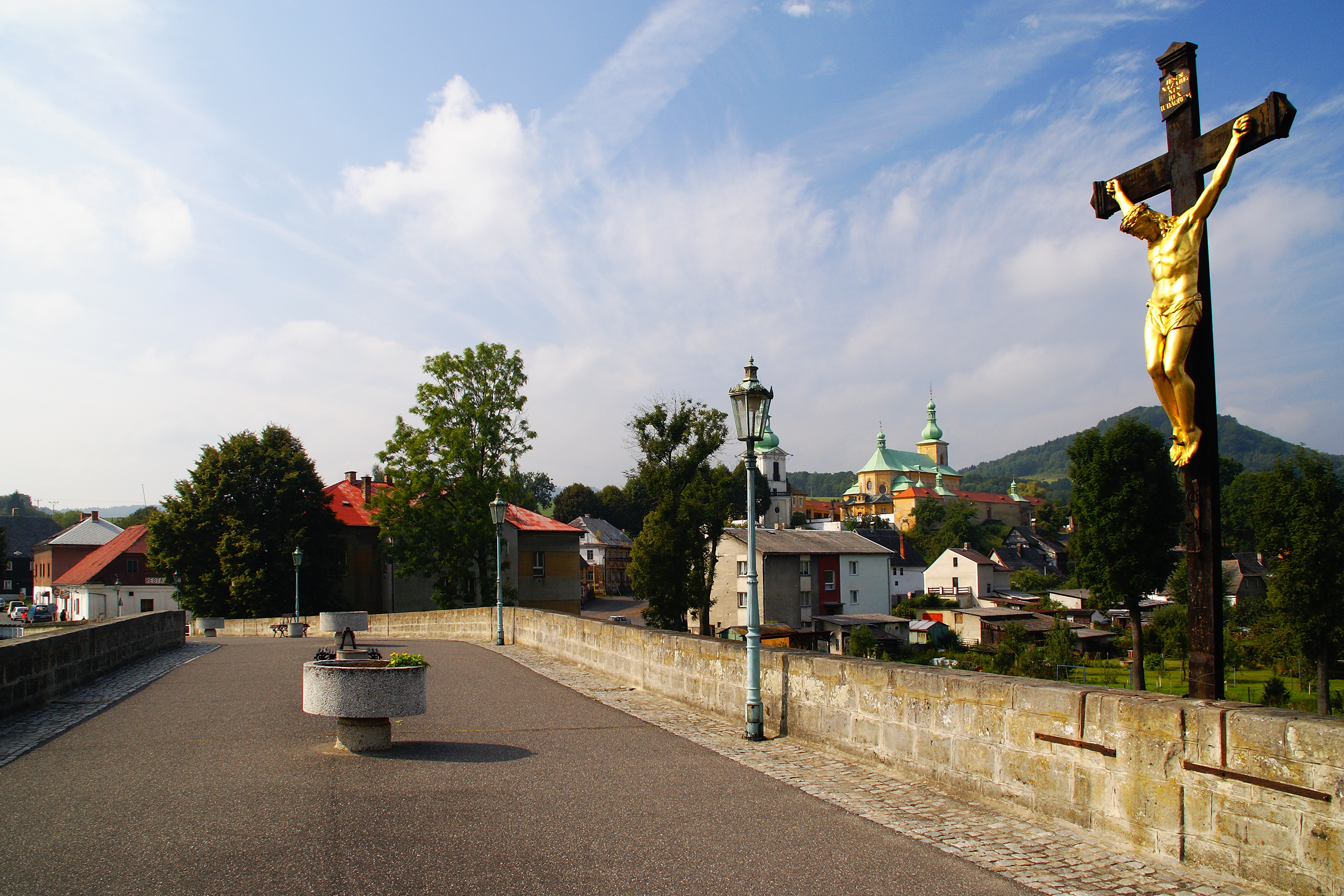
Pěší zóna na mostě

Na levém břehu řeky mezi oběma mosty, starým a novým, u přístupu k nim stojí barokní mariánský sloup, který byl pořízen v roce 1714 z prostředků nadace majitelky zákupského a polického panství Anny Marie Františky velkovévodkyně Toskánské.
Na pravém břehu Ploučnice jen několik desítek metrů od mostu je vstup do zámku, který byl v druhé polovině 20. století značně devastován (jeho sály sloužily v 50. letech dokonce jako kravín), nyní však je v majetku obce a příležitostně slouží kulturním účelům.  
Na návrší na levém břehu řeky se rozkládá významný poutní areál, který byl vybudován na popud vévody Julia Františka Sasko-Lauenburského a jeho dcery Anny Marie Františky Toskánské na místě gotického kostela v souvislosti s legendou o objevení zázračné mariánské sošky. Tento areál vybudovali v letech 1689 až 1723 známí stavitelé Julius a Octavio Broggiovi.